# Ulica Wrocławska w Brzegu
Ulica Wrocławska – jedna z najważniejszych ulic w Brzegu. Ma ponad trzy kilometry długości. Rozpoczyna się w centrum miasta, na skrzyżowaniu z ul. Oławską. Następnie kieruje się na północny wschód. Po ok. 900 m opuszcza tereny zabudowane i od tej chwili prowadzi granicą miasta. Kończy się w okolicy wjazdu na autostradę A4, gdzie rozdziela się na dwie nieposiadające nazw drogi.